# پرچ (بورگنلاندکرایس)
پرتسش (به آلمانی: Pretzsch) یک منطقهٔ مسکونی در آلمان است که در ماینوه واقع شده‌است. پرتسش ۱۷۱ نفر جمعیت دارد. از 1 ژانویه 2010، بخشی از شهرداری مینوه است.